# Parlamentswahl in Sri Lanka 2000
Die Parlamentswahl in Sri Lanka 2000 fand am 10. Oktober 2000 statt. Im Ergebnis verlor die Regierung der People’s Alliance ihre bisherige parlamentarische Mehrheit, führte die Regierungsgeschäfte aber danach in Form einer Minderheitsregierung weiter.

## Vorgeschichte

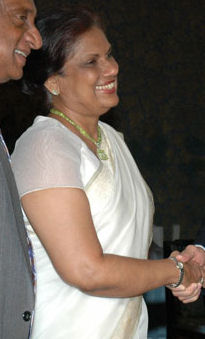
Präsidentin Chandrika Kumaratunga

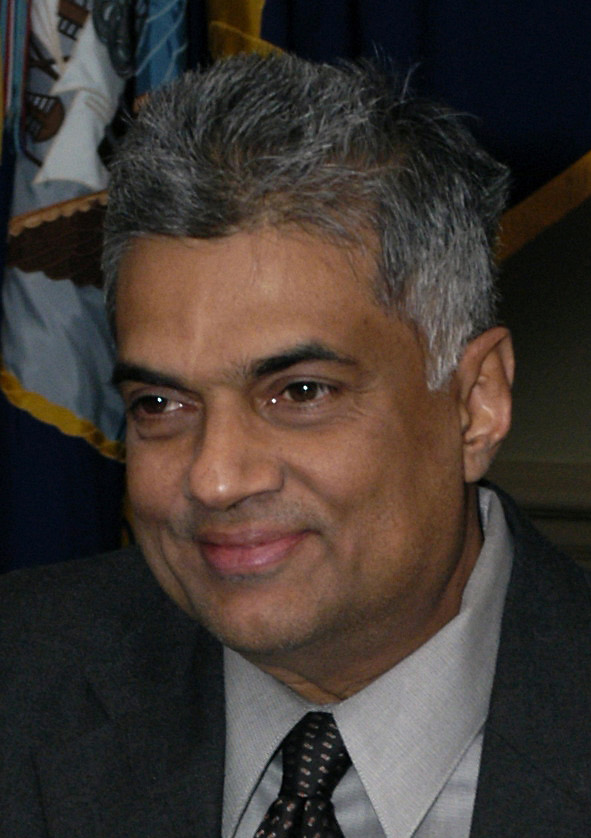
Ranil Wickremesinghe, UNP-Oppositionsführer (2003)

Die von der SLFP geführte People’s Alliance (PA) hatte die vorangegangene Parlamentswahl im Jahr 1994 gewonnen und damit die seit 1977 ununterbrochen anhaltende Regierungszeit der United National Party (UNP) beendet. Im selben Jahr gewann die PA auch die Präsidentschaftswahl und Chandrika Kumaratunga wurde Staatspräsidentin. Auch die folgende Präsidentschaftswahl 1999 konnte Kumaratunga gewinnen.
Am 18. August 2000, eine Woche vor Ablauf der 6-jährigen Legislaturperiode, löste die Präsidentin das Parlament auf und die Regierung kündigte Neuwahlen für den 10. Oktober 2000 an. Kurz vor Auflösung hatte eine Debatte über eine geplante Verfassungsänderung eingesetzt. Der von der Regierung ausgearbeitete Entwurf für eine neue Verfassung sah die Umgestaltung des bestehenden Präsidialsystems in ein parlamentarisches System vor. Dabei sollte die Rolle des Premierministers und des Parlaments gegenüber dem Präsidenten gestärkt werden. Außerdem sah der Verfassungsentwurf eine Dezentralisierung der Regierungsgewalt mit lokaler Selbstverwaltung (Devolution)
vor. Dies sollte auch der tamilischen Minderheit in den nördlichen Landesteilen, wo diese die Bevölkerungsmehrheit bildete, zugutekommen. Präsidentin Kumaratunga hoffte, in der anstehenden Wahl die hierfür nötige verfassungsändernde Zweidrittelmehrheit im Parlament zu erringen. Gegen eine derartige Verfassungsreform agitierten vor allem nationalistisch-singhalesische Gruppen. In Gesprächen mit dem Oppositionsführer Ranil Wickremesinghe bemühte sich die Präsidentin um einen überparteilichen Konsens in der Frage der Verfassungsreform, was jedoch nur sehr eingeschränkt gelang.
Hauptthema des Wahlkampfs war der Bürgerkrieg, der seit 1983 das Land schwer belastete. Die nördlichen, überwiegend tamilischen Gebiete befanden sich nur zum Teil oder gar nicht unter Kontrolle der Regierung, sondern wurden von den Kämpfern der LTTE („Tamil Tigers“) kontrolliert. Die LTTE war der regulären sri-lankischen Armee in Bezug auf Personalstärke und Waffenausrüstung weit unterlegen und hatte sich daher überwiegend auf Guerilla- und Terroraktionen verlegt. Die LTTE schreckte auch nicht vor der Rekrutierung von Kindern zurück. Gefürchtet waren ihre Selbstmordattentäter, die den Terror bis weit in den singhalesischen Süden trugen. Am 8. Januar 2000 starben in Colombo 8 Personen bei einem Selbstmordanschlag auf das Büro des Premierministers. Am 7. Juni 2000 tötete ein Selbstmordattentäter den Industrieminister C. V. Goonerat und mit ihm 25 weitere Personen. Auf der anderen Seite gingen Militär und Polizei rigoros gegen alle Terrorverdächtigen vor. Von internationalen Menschenrechtsorganisationen wurden mit Besorgnis wiederholt Berichte über Folterungen und illegale Tötungen von Tamilen durch die bewaffneten Kräfte registriert.
Am 21./22. April 2000 erlitten die Regierungstruppen eine schwere und propagandistisch wirksame Niederlage, als die sri-lankische Militärbasis am strategisch wichtigen Elefantenpass, der den Zugang zur Jaffna-Halbinsel kontrollierte, durch Kämpfer der LTTE angegriffen und erobert wurde. Im Verlauf der Kämpfe wurden etwa 200 Armeesoldaten und 150 LTTE-Kämpfer getötet. Die LTTE konnte bei dem Überfall zahlreiche schwere Waffen und gepanzerte Fahrzeuge zerstören oder erbeuten. Der Elefantenpass konnte erst am 9. Januar 2009 in einer großangelegten Gegenoffensive der sri-lankischen Armee wieder von den Tamil Tigers zurückerobert werden.

## Wahlmodus
Die Wahl erfolgte nach dem Modus, der seit 1989 in Sri Lanka gültig ist. Von den 225 Parlamentsabgeordneten wurden 196 in insgesamt 22 Mehrpersonen-Wahlkreisen gewählt. In jedem Wahlkreis galt eine separate 5 %-Sperrklausel. Die Wähler hatten dabei die Möglichkeit, die Kandidaten auf den Parteilisten nach erster, zweiter und dritter Präferenz zu ordnen. Weitere 29 Parlamentssitze wurden nach Verhältniswahlrecht aufgrund des relativen landesweiten Stimmenanteils der Parteien bestimmt.

### Landesweites Ergebnis
Im Folgenden sind die landesweiten Ergebnisse mit den gewonnenen Parlamentssitzen aufgelistet.
| Partei/Wahlbündnis                                            | Partei/Wahlbündnis                                            | Kürzel                                                        | Stimmen             | %     | Sitze      | Sitze      | Sitze  |
| Partei/Wahlbündnis                                            | Partei/Wahlbündnis                                            | Kürzel                                                        | Stimmen             | %     | landesweit | Wahlkreise | gesamt |
| ------------------------------------------------------------- | ------------------------------------------------------------- | ------------------------------------------------------------- | ------------------- | ----- | ---------- | ---------- | ------ |
|                                                               | People’s Alliance                                             | PA                                                            | 3.900.901           | 45,11 | 13         | 94         | 107    |
|                                                               | United National Party                                         | UNP                                                           | 3.477.770           | 40,22 | 12         | 77         | 89     |
|                                                               | Janatha Vimukthi Peramuna                                     | JVP                                                           | 518.774             | 6,00  | 2          | 8          | 10     |
|                                                               | National Unity Alliance                                       | NUA                                                           | 197.983             | 2,29  | 1          | 3          | 4      |
|                                                               | Sinhala Urumaya                                               | SU                                                            | 127.863             | 1,48  | 1          | 0          | 1      |
|                                                               | Tamil United Liberation Front                                 | TULF                                                          | 106.033             | 1,23  | 0          | 5          | 5      |
|                                                               | Eelam People’s Democratic Party                               | EPDP                                                          | 50.890              | 0,59  | 0          | 4          | 4      |
|                                                               | All Ceylon Tamil Congress                                     | ACTC                                                          | 27.323              | 0,32  | 0          | 1          | 1      |
|                                                               | Tamil Eelam Liberation Organisation                           | TELO                                                          | 26.112              | 0,30  | 0          | 3          | 3      |
|                                                               | Independent Group 2 Digamadulla                               | ND5_D13                                                       | 19.812              | 0,23  | 0          | 1          | 1      |
| Alle übrigen zusammen                                         | Alle übrigen zusammen                                         |                                                               | 194.207             | 2,25  | 0          | 0          | 0      |
| Summe                                                         | Summe                                                         | Summe                                                         | 8.647.668           | 100,0 | 29         | 196        | 225    |
| Ungültige oder leere Stimmzettel (in Prozent der abgegebenen) | Ungültige oder leere Stimmzettel (in Prozent der abgegebenen) | Ungültige oder leere Stimmzettel (in Prozent der abgegebenen) | 481.155 (5,27 %)    |       |            |            |        |
| Abgegebene Stimmen gesamt (Wahlbeteiligung)                   | Abgegebene Stimmen gesamt (Wahlbeteiligung)                   | Abgegebene Stimmen gesamt (Wahlbeteiligung)                   | 9.128.823 (75,62 %) |       |            |            |        |
| Registrierte Wahlberechtigte                                  | Registrierte Wahlberechtigte                                  | Registrierte Wahlberechtigte                                  | 12.071.062          |       |            |            |        |

### Ergebnisse nach Wahlkreisen
Die PA wurde stärkste Partei in 15 der 22 Wahlkreise, die UNP in 4, TULF in 2 und TELO in einem.
| Wahlkreis      | Gültige Stimmen | Sitze | PA    | PA    | UNP   | UNP   | JVP   | JVP   | NUA   | NUA   | TULF  | TULF  | Andere | Andere | Wahlbe- teiligung |
| Wahlkreis      | Gültige Stimmen | Sitze | %     | Sitze | %     | Sitze | %     | Sitze | %     | Sitze | %     | Sitze | %      | Sitze  | Wahlbe- teiligung |
| -------------- | --------------- | ----- | ----- | ----- | ----- | ----- | ----- | ----- | ----- | ----- | ----- | ----- | ------ | ------ | ----------------- |
| Colombo        | 1.014.220       | 20    | 38,86 | 8     | 43,45 | 10    | 7,70  | 2     | 2,67  | 0     | –     | 0     | 7,32   | 0      | 76,04             |
| Gampaha        | 961.709         | 18    | 48,87 | 10    | 39,34 | 7     | 7,60  | 1     | 1,15  | 0     | –     | 0     | 3,04   | 0      | 79,71             |
| Kalutara       | 544.581         | 10    | 46,86 | 5     | 39,89 | 4     | 7,05  | 1     | 2,19  | 0     | –     | 0     | 4,01   | 0      | 81,73             |
| Mahanuwara     | 604.928         | 12    | 46,66 | 6     | 40,27 | 5     | 3,56  | 0     | 5,29  | 1     | –     | 0     | 4,22   | 0      | 79,59             |
| Matale         | 218.097         | 5     | 50,53 | 3     | 42,11 | 2     | 4,89  | 0     | –     | 0     | –     | 0     | 2,47   | 0      | 79,89             |
| Nuwara Eliya   | 300.806         | 7     | 52,53 | 4     | 42,05 | 3     | 2,09  | 0     | –     | 0     | –     | 0     | 3,33   | 0      | 82,86             |
| Galle          | 528.348         | 10    | 50,08 | 5     | 40,14 | 4     | 7,88  | 1     | –     | 0     | –     | 0     | 1,90   | 0      | 81,22             |
| Matara         | 395.764         | 8     | 51,47 | 5     | 37,11 | 2     | 9,79  | 1     | –     | 0     | –     | 0     | 1,63   | 0      | 79,27             |
| Hambantota     | 276.127         | 7     | 39,95 | 2     | 43,12 | 4     | 15,23 | 1     | –     | 0     | –     | 0     | 1,70   | 0      | 80,53             |
| Jaffna         | 119.069         | 9     | –     | 0     | 9,60  | 1     | 0,14  | 0     | 0,85  | 0     | 27,59 | 3     | 61,82  | 5      | 21,32             |
| Vanni          | 83.193          | 6     | 9,42  | 1     | 13,88 | 1     | 0,53  | 0     | 19,04 | 1     | 5,58  | 0     | 51,55  | 3      | 42,13             |
| Batticaloa     | 186.441         | 5     | 8,86  | 1     | 15,64 | 1     | 0,16  | 0     | 28,77 | 1     | 29,20 | 2     | 17,37  | 0      | 71,74             |
| Digamadulla    | 266.800         | 7     | 51,13 | 4     | 38,09 | 2     | 2,13  | 0     | –     | 0     | –     | 0     | 8,65   | 1      | 80,36             |
| Trincomalee    | 133.130         | 4     | 40,46 | 3     | 35,08 | 1     | 2,48  | 0     | –     | 0     | 10,58 | 0     | 11,4   | 0      | 68,52             |
| Kurunegala     | 760.757         | 15    | 47,16 | 8     | 43,72 | 6     | 5,36  | 1     | –     | 0     | –     | 0     | 3,76   | 0      | 79,05             |
| Puttalam       | 286.695         | 8     | 48,40 | 5     | 41,36 | 3     | 3,93  | 0     | 4,30  | 0     | –     | 0     | 2,01   | 0      | 73,15             |
| Anuradhapura   | 350.582         | 8     | 48,33 | 5     | 41,26 | 3     | 6,07  | 0     | 2,67  | 0     | –     | 0     | 1,67   | 0      | 78,52             |
| Polonnauwa     | 177.871         | 5     | 44,99 | 2     | 46,33 | 3     | 6,27  | 0     | 1,11  | 0     | –     | 0     | 1,30   | 0      | 81,91             |
| Badulla        | 361.016         | 8     | 42,71 | 3     | 46,36 | 5     | 4,55  | 0     | 1,44  | 0     | –     | 0     | 4,94   | 0      | 81,84             |
| Monaragala     | 183.931         | 5     | 49,69 | 3     | 41,27 | 2     | 7,15  | 0     | –     | 0     | –     | 0     | 1,89   | 0      | 83,01             |
| Ratnapura      | 482.254         | 10    | 50,63 | 6     | 42,30 | 4     | 4,61  | 0     | –     | 0     | –     | 0     | 2,46   | 0      | 83,50             |
| Kegalle        | 411.412         | 9     | 48,88 | 5     | 42,69 | 4     | 5,35  | 0     | 0,07  | 0     | –     | 0     | 3,01   | 0      | 79,62             |
| Gesamtergebnis | 8.647.668       | 196   | 45,11 | 94    | 40,22 | 77    | 6,00  | 8     | 2,29  | 3     | 1,23  | 5     | 2,92   | 9      | 75,62             |

1. 1 2  Für die EPDP 35,00 % und 4 Sitze, für den ACTC 8,94 % und 1 Sitz und die DPLF 4,08 % und 0 Sitze.
2. 1 2  Davon für die TELO 26,08 % und 3 Sitze, für die DPLF 8,37 %.
3. ↑  Davon für die DPLF 4,84 % und für den ACTC 3,74 %.
4. 1 2  Davon für die Digamadulla Independent Group 2 7,42 % und 1 Mandat, für die DPLF 4,84 % und 0 Sitze.
5. ↑  Davon für den Ceylon Workers Congress 3,35 %.

### Wahlkreiskarten

Mehrheiten (stimmenstärkste Parteien) in den 22 Wahlkreisen:[1] United National Party (UNP) People’s Alliance (PA) Tamil United Liberation Front (TULF) Tamil Eelam Liberation Organisation (TELO)
Mehrheiten (stimmenstärkste Parteien) in den 160 Stimmbezirken:

- Mehrheiten (stimmenstärkste Parteien) in den 160 Stimmbezirken:[6]
United National Party (UNP)
UNP, Wahlbeteiligung unter 2 %
People’s Alliance (PA)
PA, Wahlbeteiligung unter 2 %
Tamil United Liberation Front (TULF)
United National Alliance (NUA)
Eelam People’s Democratic Party (EPDP)
Tamil Eelam Liberation Organisation (TELO)
All Ceylon Tamil Congress (ACTC)

## Ablauf und Bewertung der Wahl
Die Wahlkampfkampagne war von Gewalttätigkeiten geprägt. Nach der offiziellen Statistik kam es im Verlauf des Wahlkampfs zu mehr als 2000 Vorfällen und zu 43 politisch motivierten Morden. Andere Quellen gaben noch höhere Zahlen an. Als Ursache für diese Ausschreitungen benannte die EU-Beobachtermission das Verhalten der beiden großen Parteien. Deren Vertreter hätten es an den nötigen Führungsqualitäten mangeln lassen und vielfach durch aufhetzende und unverantwortliche Reden die politisch aufgeladene Atmosphäre noch angeheizt. Dieser selbst zu verantwortende Schaden an der demokratischen Kultur sei noch verstärkt worden durch einen Missbrauch staatlicher Ressourcen für Wahlkampfzwecke, die Zweckentfremdung von Polizeikräften, den ungleichen Zugang zu den Medien und die Existenz privater bewaffneter Gruppen.
Lobend wurde von der EU-Beobachtermission allerdings die Rolle des zentralen Wahlleiters (Election Commissioner) Dayananda Dissanayake und der sri-lankischen Wahlkommission, die beide „gut vorbereitet und zu jeder Zeit gründlich und professionell“ ihre Arbeit getan hätten, hervorgehoben.
Wie schon bei allen vorangegangenen Wahlen seit Ausbruch des Bürgerkriegs 1983 war die Wahlbeteiligung in der vom Bürgerkrieg hauptsächlich betroffenen Gebieten des Nordens sehr niedrig. Die LTTE hatte zum Wahlboykott aufgerufen.

## Nach der Wahl
Im Ergebnis erlitt die Koalition der People’s Alliance deutliche Verlust und verlor ihre bisherige Parlamentsmehrheit. Die oppositionelle UNP war jedoch nicht in der Lage, eine stabile Mehrheit für eine Regierung im neu gewählten Parlament zusammenzubringen. Die National Unity Alliance und einige tamilische Abgeordnete erklärten sich bereit, punktuell mit der Regierung zu stimmen, so dass Premierminister Ratnasiri Wickremanayake weiter als Chef einer PA-Minderheitsregierung im Amt blieb.